# Stefano Vecchia
Stefano Vecchia (sinh ngày 23 tháng 1 năm 1995) là một cầu thủ bóng đá người Thụy Điển thi đấu cho IK Sirius ở Allsvenskan ở vị trí tiền vệ.